# Francis Samson
 (août 2022).
Pour les articles homonymes, voir Samson.
Francis Samson, né le 12 février 1899 à Saint-Méloir-des-Ondes (Ille-et-Vilaine) et mort le 2 juillet 1988 à Saint-Malo (Ille-et-Vilaine), est un homme politique français.

## Biographie
Fils d'un couple de paysans de Saint-Méloir-des-Ondes, Francis Samson quitte l'école avec le certificat d'études pour devenir exploitant agricole.
Mobilisé en mars 1918, il participe aux combats de la fin de la première guerre mondiale, et ne revient à la vie civile qu'en 1921.
En 1929, le père de son épouse est élu maire de  Saint-Méloir-des-Ondes.
Mobilisé de nouveau dès le début de la seconde guerre mondiale, il est libéré en février 1940, avant la fin de la « drôle de guerre ».
Après la Libération, il accède, en 1945, au poste de maire de Saint-Méloir, tout en s'impliquant dans le syndicalisme et la mutualité agricole. Il est notamment président départemental de la Confédération générale de l'agriculture.
Membre du Rassemblement du peuple français, il figure en 1951 en deuxième position sur la liste menée par Pierre de Bénouville en Ille-et-Vilaine pour les élections législatives, et est élu député.
Parlementaire peu actif, il n'intervient que sur les questions agricoles, qu'il connaît bien.
En 1952, il fait partie des députés du RPF qui s'émancipent des consignes du parti et votent l'investiture d'Antoine Pinay. Cette rupture le conduit à participer à la création du groupe dissident d'Action républicaine et sociale.
En 1956, il décide de ne pas se représenter aux législatives pour se concentrer sur son mandat municipal, qu'il exerce jusqu'en 1977.

## Détail des fonctions et des mandats
Mandat parlementaire
- 17 juin 1951 - 1er décembre 1955 : Député d'Ille-et-Vilaine